# Elephant Man
Elephant Man, pseudonimo di O'Neil Bryan (Kingston, 11 settembre 1977), è un cantante e rapper giamaicano.
È uno dei personaggi più importanti della scena dancehall a livello mondiale.

## Biografia
Chiamato da sempre con lo pseudonimo di "Dumbo", Elephant Man ha cambiato il nome d'arte durante la sua maturazione artistica. All'età di 15 anni riconosce il suo talento. Inizia come DJ, nonostante l'avverso parere della madre che gli consiglia di trovarsi un lavoro "serio".
Bounty Killer ha aiutato Elephant Man a varcare le soglie del successo, e lo hanno incoraggiato quattro amici a formare un gruppo: Elephant Man, Boom Dandimite, Harry Toddler e Nitty Kutchie. Il gruppo chiamato inizialmente "Seaview Family", dopo l'uscita di "Big Guns Scare Dem" di Bounty cambia il proprio nome in "Scare Dem Crew".
La carriera di Elephant Man è invidiabile: è apparso, come membro della Scare Dem Crew, in ogni data importante nei Caraibi, Europa ed America. Come album ha fatto uscire "Log On" nel 2001, ha collaborato con artisti come Missy Elliott, Biz Markie, YoungBloodZ, Twista, Lil Jon, Bone Crusher, Busta Rhymes, Chris Brown e Kiprich.
I suoi testi, come quelli di altri artisti jamaicani dell'ultimo periodo, hanno scatenato molte polemiche  dovute al forte contenuto omofobo e sessista.

## Discografia
- 2000 - Comin' 4 You
- 2001 - Log On
- 2002 - Higher Level
- 2003 - Toe 2 Toe Vol. 6
- 2003 - Good 2 Go
- 2007 - Let's Get Physical
- 2011 - The Energy God